# سالومي ستيفنين
سالومي ستيفنين (بالفرنسية: Salomé Stévenin)‏ هي كاتبة سيناريو وممثلة فرنسية، ولدت في 29 يناير 1985 في فرنسا.

## أعمال

### أفلام
- (2011) عمر قتلني

## وصلات خارجية
- سالومي ستيفنين على موقع IMDb (الإنجليزية)
- سالومي ستيفنين على موقع ألو سيني (الفرنسية)
- سالومي ستيفنين على موقع قاعدة بيانات الفيلم (الإنجليزية)
- سالومي ستيفنين على موقع كينوبويسك (الروسية)